# 藤井春信
藤井 春信（ふじい はるのぶ、1943年7月31日 - ）は、日本のプロゴルファー。

## 来歴
1972年には東北地方初の男子プロトーナメント「七夕杯・東北クラシック」では初日を島田幸作・竹間正雄・能田征二・大島富五郎・山本善隆と並んでの10位タイ、関東プロでは初日を河野高明・新井規矩雄と共に68の10位タイでスタートした。
1972年のブリヂストントーナメントでは2日目に新井・謝永郁（中華民国）・水野紀文・陳清波（中華民国）、ベン・アルダ（フィリピン）、謝敏男（中華民国）と並んでの4位タイ、3日目には69をマークして郭吉雄（中華民国）・佐々木勝と並んでの4位タイとし、最終日には陳清と並んでの5位タイに入った。
1973年の第1回KBCオーガスタでは初日に6アンダーで首位タイの青木功・石井裕士から2打差3位で続き、1976年の東北クラシックでは初日に69をマークし、金井清一、イレネオ・レガスピ（フィリピン）、謝永・陳健振（中華民国）、スチュアート・ジン（オーストラリア）、謝敏・呂良煥（（中華民国）と並んでの4位タイでスタートした。
1978年の関東オープンでは初日、ラフが深いゆえにグリーンの難しさもあってアンダーパーは9人であった中、69をマークして波多野修と2打差2位に着けた。2日目には猛暑とラウンド時間が6時間というスローペースに苦しめられて謝永・上原宏一・浅井教司と並んでの7位タイに下がったが、3日目には日吉定雄・浅井・謝永・日吉稔と並んでの3位タイに浮上した。
1979年のブリヂストントーナメントでは2日目に山本政彦・大場勲・中嶋常幸・金井・郭吉・鈴木規夫・河野高・尾崎直道と並んでの10位タイに着け、1988年の北海道オープンを最後にレギュラーツアーから引退。